# John Thomas Durkin
John Thomas Durkin MSC (* 10. Februar 1913 in Ascare, County Sligo; † 27. September 1990) war ein irischer römisch-katholischer Ordensgeistlicher und Bischof von Louis Trichardt-Tzaneen.

## Leben
John Thomas Durkin trat der Ordensgemeinschaft der Herz-Jesu-Missionare bei und empfing am 19. Juli 1937 das Sakrament der Priesterweihe. Papst Johannes XXIII. bestellte ihn am 15. Februar 1963 zum ersten Apostolischen Präfekten von Louis Trichardt. Durkin nahm an der zweiten, dritten und vierten Sitzungsperiode des Zweiten Vatikanischen Konzils teil.
Am 16. November 1972 wurde John Thomas Durkin infolge der Erhebung der Apostolischen Präfektur Louis Trichardt zum Bistum erster Bischof von Louis Trichardt-Tzaneen. Der Apostolische Delegat in Südafrika, Erzbischof Alfredo Poledrini, spendete ihm am 4. März 1973 in Dwarsrivier die Bischofsweihe; Mitkonsekratoren waren der Abtbischof von Pietersburg, Francis Clement Van Hoeck OSB, und der Weihbischof in Johannesburg, Peter Fanyana John Butelezi OMI.
Papst Johannes Paul II. nahm am 22. Juni 1984 das von John Thomas Durkin vorgebrachte Rücktrittsgesuch an.